# 2025년 3월
| 2025년: 1월 · 2월 · 3월 · 4월 · 5월 · 6월 · 7월 · 8월 · 9월 · 10월 · 11월 · 12월 |

| \| 2025년 3월 1일 (토요일) \| \| 편집 \| |  |      |
|                                          |  |      |
| 2025년 3월 1일 (토요일)                  |  | 편집 |

| 2025년 3월 1일 (토요일) |  | 편집 |

| \| 2025년 3월 2일 (일요일) \| \| 편집 \| |  |      |
|                                          |  |      |
| 2025년 3월 2일 (일요일)                  |  | 편집 |

| 2025년 3월 2일 (일요일) |  | 편집 |

| \| 2025년 3월 3일 (월요일) \| \| 편집 \| |  |      |
|                                          |  |      |
| 2025년 3월 3일 (월요일)                  |  | 편집 |

| 2025년 3월 3일 (월요일) |  | 편집 |

| \| 2025년 3월 4일 (화요일) \| \| 편집 \| |  |      |
|                                          |  |      |
| 2025년 3월 4일 (화요일)                  |  | 편집 |

| 2025년 3월 4일 (화요일) |  | 편집 |

| \| 2025년 3월 5일 (수요일) \| \| 편집 \| |  |      |
|                                          |  |      |
| 2025년 3월 5일 (수요일)                  |  | 편집 |

| 2025년 3월 5일 (수요일) |  | 편집 |

| \| 2025년 3월 6일 (목요일) \| \| 편집 \| |  |      |
| 사건 - 2025년 포천 민가 오폭 사고 - 대한민국 공군 소속 F-16 전투기가 경기도 포천시 상공에서 Mk 82 폭탄 8발을 잘못 투하해 주거 지역과 건물 여러 채에 피해를 입혔고, 군인 14명, 주민 15명이 중경상을 입었다. |  |      |
| 2025년 3월 6일 (목요일) |  | 편집 |

| 2025년 3월 6일 (목요일) |  | 편집 |

| \| 2025년 3월 7일 (금요일) \| \| 편집 \| |  |      |
|                                          |  |      |
| 2025년 3월 7일 (금요일)                  |  | 편집 |

| 2025년 3월 7일 (금요일) |  | 편집 |

| \| 2025년 3월 8일 (토요일) \| \| 편집 \| |  |      |
|                                          |  |      |
| 2025년 3월 8일 (토요일)                  |  | 편집 |

| 2025년 3월 8일 (토요일) |  | 편집 |

| \| 2025년 3월 9일 (일요일) \| \| 편집 \| |  |      |
|                                          |  |      |
| 2025년 3월 9일 (일요일)                  |  | 편집 |

| 2025년 3월 9일 (일요일) |  | 편집 |

| \| 2025년 3월 10일 (월요일) \| \| 편집 \| |  |      |
|                                           |  |      |
| 2025년 3월 10일 (월요일)                  |  | 편집 |

| 2025년 3월 10일 (월요일) |  | 편집 |

| \| 2025년 3월 11일 (화요일) \| \| 편집 \| |  |      |
| 무력 충돌과 공격 - 약 440명을 태운 자파르 익스프레스 열차를 발루치스탄 해방군(BLA)이 납치하는 2025년 자파르 익스프레스 납치가 발생했다. 법과 범죄 - 전 필리핀 대통령 로드리고 두테르테가 필리핀 마약 전쟁에서의 반인도적 범죄 혐의로 체포되는 로드리고 두테르테 체포 사건이 발생했다. |  |      |
| 2025년 3월 11일 (화요일) |  | 편집 |

| 2025년 3월 11일 (화요일) |  | 편집 |

| \| 2025년 3월 12일 (수요일) \| \| 편집 \|                                                                         |  |      |
| 과학과 기술 - 미국 항공 우주국과 한국천문연구원이 공동 개발한 우주망원경 스피어X가 우주로 발사돼 교신에 성공했다. |  |      |
| 2025년 3월 12일 (수요일)                                                                                          |  | 편집 |

| 2025년 3월 12일 (수요일) |  | 편집 |

| \| 2025년 3월 13일 (목요일) \| \| 편집 \| |  |      |
|                                           |  |      |
| 2025년 3월 13일 (목요일)                  |  | 편집 |

| 2025년 3월 13일 (목요일) |  | 편집 |

| \| 2025년 3월 14일 (금요일) \| \| 편집 \|                                                                             |  |      |
| 과학과 기술 - 대한민국에서 모바일 주민등록증이 도입되었다. 정치와 선거 - 마크 카니가 제24대 캐나다 총리로 취임하였다. |  |      |
| 2025년 3월 14일 (금요일)                                                                                              |  | 편집 |

| 2025년 3월 14일 (금요일) |  | 편집 |

| \| 2025년 3월 15일 (토요일) \| \| 편집 \|                                                                    |  |      |
| 무력 충돌과 공격 - 미국이 예멘 내 후티 반군을 공격하기 위한 2025년 3월 미국의 예멘 공격을 전개하기 시작했다. |  |      |
| 2025년 3월 15일 (토요일)                                                                                     |  | 편집 |

| 2025년 3월 15일 (토요일) |  | 편집 |

| \| 2025년 3월 16일 (일요일) \| \| 편집 \| |  |      |
|                                           |  |      |
| 2025년 3월 16일 (일요일)                  |  | 편집 |

| 2025년 3월 16일 (일요일) |  | 편집 |

| \| 2025년 3월 17일 (월요일) \| \| 편집 \| |  |      |
|                                           |  |      |
| 2025년 3월 17일 (월요일)                  |  | 편집 |

| 2025년 3월 17일 (월요일) |  | 편집 |

| \| 2025년 3월 18일 (화요일) \| \| 편집 \| |  |      |
|                                           |  |      |
| 2025년 3월 18일 (화요일)                  |  | 편집 |

| 2025년 3월 18일 (화요일) |  | 편집 |

| \| 2025년 3월 19일 (수요일) \| \| 편집 \| |  |      |
|                                           |  |      |
| 2025년 3월 19일 (수요일)                  |  | 편집 |

| 2025년 3월 19일 (수요일) |  | 편집 |

| \| 2025년 3월 20일 (목요일) \| \| 편집 \| |  |      |
|                                           |  |      |
| 2025년 3월 20일 (목요일)                  |  | 편집 |

| 2025년 3월 20일 (목요일) |  | 편집 |

| \| 2025년 3월 21일 (금요일) \| \| 편집 \| |  |      |
|                                           |  |      |
| 2025년 3월 21일 (금요일)                  |  | 편집 |

| 2025년 3월 21일 (금요일) |  | 편집 |

| \| 2025년 3월 22일 (토요일) \| \| 편집 \| |  |      |
| 사고와 재해 - 2025년 3월 대한민국 산불 - 산불 재난 위기 재난 경보 단계가 심각으로 상향되었다. 동시에 국가 소방동원령이 발령되었다. - 한국전력은 안계변전소∼의성변전소 구간에 있는 송전철탑 55기 가운데 20기에 대한 전력공급을 중단했다. |  |      |
| 2025년 3월 22일 (토요일) |  | 편집 |

| 2025년 3월 22일 (토요일) |  | 편집 |

| \| 2025년 3월 23일 (일요일) \| \| 편집 \| |  |      |
|                                           |  |      |
| 2025년 3월 23일 (일요일)                  |  | 편집 |

| 2025년 3월 23일 (일요일) |  | 편집 |

| \| 2025년 3월 24일 (월요일) \| \| 편집 \|                                              |  |      |
| 사고와 재해 - 2025년 3월 대한민국 산불 - 대구광역시 달성군 화원읍에서 산불이 발생했다. |  |      |
| 2025년 3월 24일 (월요일)                                                               |  | 편집 |

| 2025년 3월 24일 (월요일) |  | 편집 |

| \| 2025년 3월 25일 (화요일) \| \| 편집 \| |  |      |
| 사고와 재해 - 2025년 3월 대한민국 산불 - 고운사 사찰이 산불로 소실되었다. - 국가유산청은 전국에 국가유산 재난 국가위기 경보 '심각'을 발령했다. |  |      |
| 2025년 3월 25일 (화요일) |  | 편집 |

| 2025년 3월 25일 (화요일) |  | 편집 |

| \| 2025년 3월 26일 (수요일) \| \| 편집 \|                                        |  |      |
| 사고와 재해 - 2025년 3월 대한민국 산불 - 의성 고운사 연수전이 산불로 소실되었다. |  |      |
| 2025년 3월 26일 (수요일)                                                         |  | 편집 |

| 2025년 3월 26일 (수요일) |  | 편집 |

| \| 2025년 3월 27일 (목요일) \| \| 편집 \|                                               |  |      |
| 사고와 재해 - 2025년 3월 대한민국 산불 - 서산영덕고속도로 점곡휴게소 양방향 전소되었다. |  |      |
| 2025년 3월 27일 (목요일)                                                                |  | 편집 |

| 2025년 3월 27일 (목요일) |  | 편집 |

| \| 2025년 3월 28일 (금요일) \| \| 편집 \|                                                                                    |  |      |
| 사고와 재해 - 3월 28일, 미얀마 저가잉에서 모멘트 규모 7.7의 강진이 발생하여, 미얀마뿐만 아니라 태국에서도 피해를 발생시켰다. |  |      |
| 2025년 3월 28일 (금요일) |  | 편집 |

| 2025년 3월 28일 (금요일) |  | 편집 |

| \| 2025년 3월 29일 (토요일) \| \| 편집 \| |  |      |
|                                           |  |      |
| 2025년 3월 29일 (토요일)                  |  | 편집 |

| 2025년 3월 29일 (토요일) |  | 편집 |

| \| 2025년 3월 30일 (일요일) \| \| 편집 \| |  |      |
|                                           |  |      |
| 2025년 3월 30일 (일요일)                  |  | 편집 |

| 2025년 3월 30일 (일요일) |  | 편집 |

| \| 2025년 3월 31일 (월요일) \| \| 편집 \| |  |      |
|                                           |  |      |
| 2025년 3월 31일 (월요일)                  |  | 편집 |

| 2025년 3월 31일 (월요일) |  | 편집 |

| <          | 2025년 3월 | 2025년 3월 | 2025년 3월 | 2025년 3월 | 2025년 3월 | >           |
| 일         | 월         | 화         | 수         | 목         | 금         | 토          |
|            |            |            |            |            |            | 1 2.2 기사  |
| 2 3 경오   | 3 4 신미   | 4 5 임신   | 5 6 계유   | 6 7 갑술   | 7 8 을해   | 8 9 병자    |
| 9 10 정축  | 10 11 무인 | 11 12 기묘 | 12 13 경진 | 13 14 신사 | 14 15 임오 | 15 16 계미  |
| 16 17 갑신 | 17 18 을유 | 18 19 병술 | 19 20 정해 | 20 21 무자 | 21 22 기축 | 22 23 경인  |
| 23 24 신묘 | 24 25 임진 | 25 26 계사 | 26 27 갑오 | 27 28 을미 | 28 29 병신 | 29 3.1 정유 |
| 30 2 무술  | 31 3 기해  |            |            |            |            |             |

| 편집하기 |